# Georges Pootmans
Georges Roland Pootmans (Kanada, Saskatchewan, Regina, 1917. május 19. – ?) kanadai születésű, belga jégkorongozó, olimpikon.
Részt vett az 1936. évi téli olimpiai játékokon a jégkorongtornán. Ő volt a legfiatalabb a csapatban. A belga csapat a C csoportba került. Az első mérkőzésen 11–2 kikaptak a magyar válogatottól. A következőn 5–0-s vereséget szenvedtek a csehszlovákoktól majd utolsó csoportmérkőzésen egy szoros hosszabbításos mérkőzésen 4–2-es szenvedtek a franciáktól. A csoportban utolsó helyen zártak 0 ponttal és összesítésben a 14. helyen végeztek. Mind a három mérkőzésen játszott és két gólt ütött. Egyet a magyaroknak, egyet a franciáknak.
Az olimpia előtt még két jégkorong-világbajnokságon is játszott. Az 1934-es jégkorong-világbajnokságon az utolsó, 12. helyen végeztek. Négy mérkőzésen játszott és nem ütött gólt. az 1935-ös jégkorong-világbajnokságon szintén az utolsó, 15. helyen zártak. Egy gólt ütött.
A brüsszeli CSHB klubcsapat tagja volt.